# U.S. Route 45 (Illinois)
La U.S. Route 45 o Ruta Federal 45 (abreviada US 45) es una autopista federal ubicada en el estado de Illinois. La autopista inicia en el sur desde la US 45  cerca de Brookport hacia el norte en la US 45  en Antioch. La autopista tiene una longitud de 690,4 km (428.99 mi).

## Mantenimiento
Al igual que las carreteras estatales, las carreteras interestatales, y el resto de rutas federales, la U.S. Route 45 es administrada y mantenida por el Departamento de Transporte de Illinois por sus siglas en inglés IDOT.

## Cruces
La U.S. Route 45 es atravesada principalmente por la  I 24  I 64  I 74  I 80 .